# Tai Chi (Film)
Der Film Tai Chi (Originaltitel chinesisch 太極張三豐 / 太极张三丰, Pinyin Tàijí Zhāng Sānfēng, Jyutping Taai3gik6 Zoeng1 Saam1fung1, englisch The Tai Chi Master, Alternativtitel: Twin Warriors) ist ein 1993 in Hongkong entstandenes Martial-Arts-Actiondrama. Es handelt von zwei befreundeten Kung-Fu-Schülern, die als Erwachsene zu Feinden werden. Regie führte Yuen Woo-ping. Darsteller sind u. a. Jet Li und Michelle Yeoh.

## Handlung
Der aufsässige Tian Bao wird als kleiner Junge gegen seinen Wunsch in das Kloster von Shaolin eingewiesen. Dort wird er dem vom Alter her jüngeren, aber geistig reiferen Mönchsjungen Jun Bao unterstellt. Es entwickelt sich zwischen den beiden Kung-Fu-Schülern schnell eine starke Freundschaft. Dennoch sind beide vom Wesen her unterschiedlich. Jun Bao hat ein gütiges Naturell und ist bestrebt, die Prinzipien des Buddhismus und der Gewaltlosigkeit einzuhalten; Tian Bao hingegen will Erfolg um jeden Preis. Dieser Ehrgeiz geht so weit, dass er einen anderen Meister heimlich beim Training beobachtet und die fortgeschrittenere Technik „Buddhas Faust“ lernt.
Bei einer Kung-Fu-Qualifikationsprüfung ist der inzwischen erwachsene Tian Bao zunächst seinem Gegner, der zugleich sein Rivale seit seiner Ankunft bei den Mönchen war, weit überlegen. Im Angesicht der Niederlage streut der Gegner Tian Bao unbemerkt Sand in die Augen. Zwar gelingt es Tian Bao sich von dieser unfairen Attacke zu erholen und seinen Gegner endgültig zu besiegen, jedoch steigert er sich in solch eine Wut hinein, dass er seinen Gegner mit der für ihn verbotenen Technik „Buddhas Faust“ fast tötet. Beim darauf folgenden Versuch Tian Bao gefangen zu nehmen, kommt ihm Jun Bao zu Hilfe. Zusammen wehren sie sich gegen die gesamte Schülerschaft des Klosters. Den beiden gelingt die Flucht, der Strafe entkommen sie dennoch nicht: dem Verweis aus dem Kloster.
Bald darauf trennen sich ihre Wege. Tian Bao will Karriere machen und verdingt sich bei einem eunuchischen Provinzstatthalter, welcher mit Hilfe der kaiserlichen Armee das Volk ausbeutet.
Jun Bao hingegen findet Unterschlupf in einer Schänke, einem kleinen „Widerstandszentrum“ gegen die Armee des Kaisers. Nachdem er eine Abordnung kaiserlicher Steuereintreiber getötet hat, wird er von seinem ehemaligen Freund unter einem Vorwand in das Militärlager gelockt. Dort werden alle Rebellen bis auf ihre Anführerin (Michelle Yeoh) und Jun Bao selbst von Tian Bao getötet. Die Anführerin wird gefangen genommen.
Jun Bao gelingt es zu fliehen, aber der Tod der Rebellen und der Verrat seines ehemaligen Freundes haben ihn tief getroffen. Vor Kummer verliert er den Verstand. Nur durch die Hilfe der Rebellenführerin (die er zwischenzeitlich befreit hat) gelingt es ihm, langsam zu gesunden. Er studiert das „Buch der Weisheit und der Energie“ (damit ist vermutlich das Daodejing gemeint) und eignet sich eine neue Kampfkunst an, das Taijiquan, welches in besonderer Weise die „Einheit mit der Natur“ oder mit dem Universum erfordert.
Durch die praktische Beschäftigung mit Taijiquan wird Jun Bao bewusst, dass die grausame Herrschaft seines ehemaligen Freundes eine Störung der „kosmischen Ordnung“ (des Dao) darstellt. Jun Bao muss diese unterdrückerische Herrschaft beenden. Tian Bao, der die Kampfkunst in der Armee missbraucht, um für eigene Zwecke gewalttätige „Kampfmaschinen“ auszubilden, wird von Jun Bao in einem finalen Duell getötet.
Jun Bao begründet eine Taijiquan-Schule und vermittelt dort seine Prinzipien. Die Kampfkunst soll nur eingesetzt werden, um sich selbst oder Schwächere zu verteidigen, aber niemals aus Eigensucht oder aus Machtgier.

## Kritik
„Ein perfekt choreografierter Actionfilm, angesiedelt in der Zeit der Ming-Dynastie. Zwar ganz auf die relativ unblutigen Martial-Arts-Sequenzen ausgerichtet, erweist sich die Handlung immerhin auch dramaturgisch als weitgehend tragfähig.“